# Oogstfeest

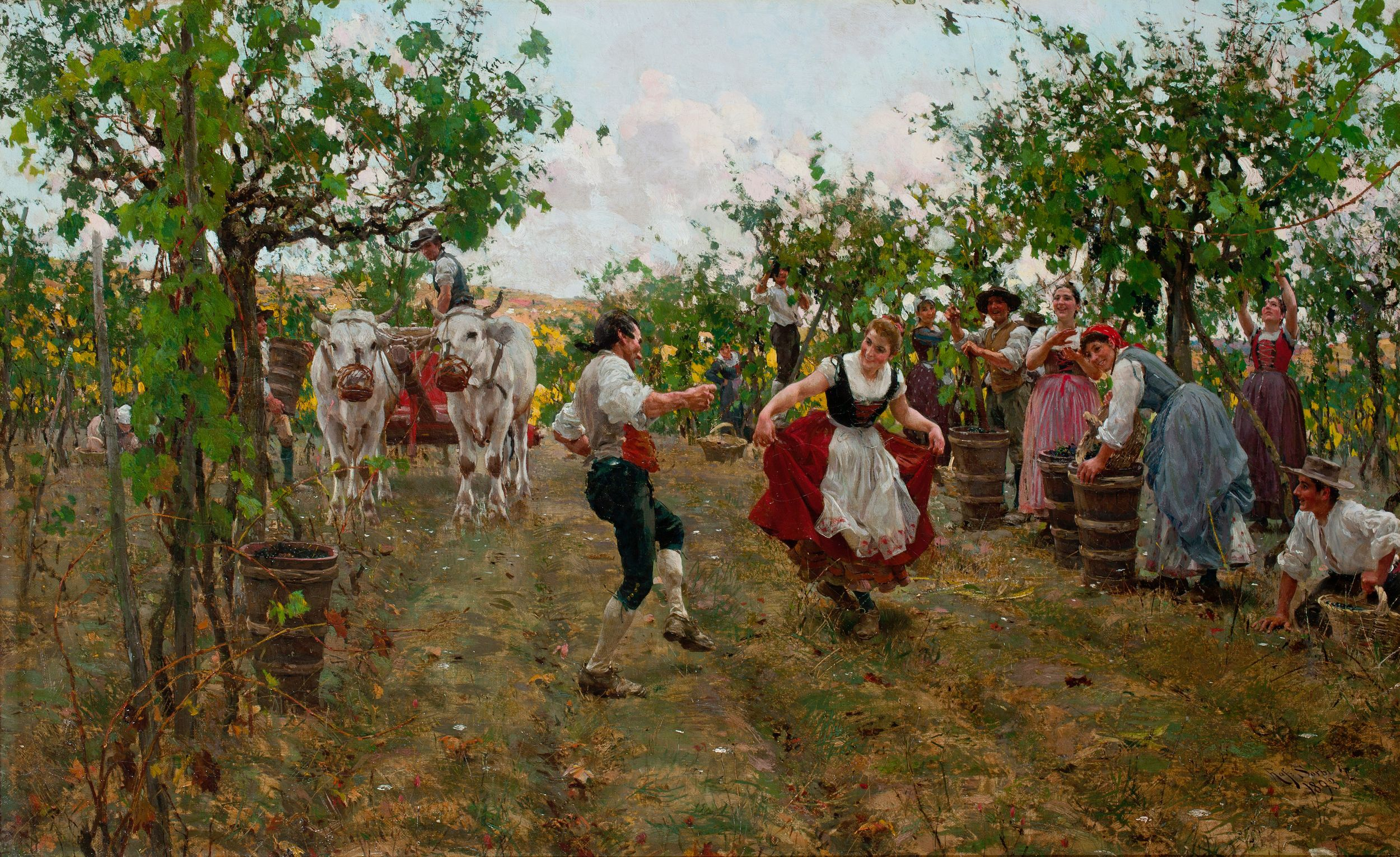
Oogstfeest op een schilderij van Raffaello Sorbi

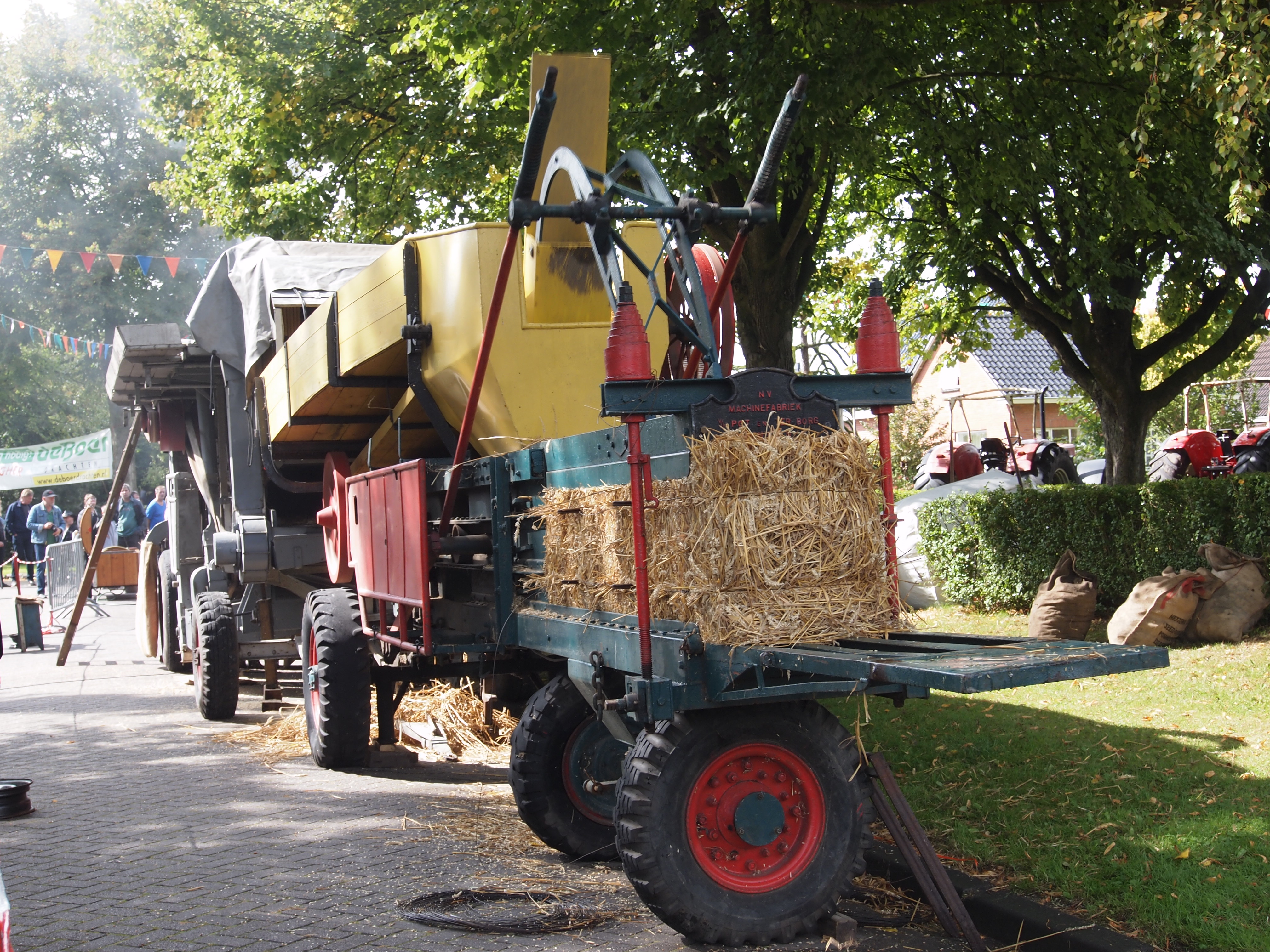
Oogstfeest Drachtster Compagnie

Oogstfeesten, waaronder de halfoogstfeesten die plaatsvinden op 15 augustus, markeren het einde van de oogstperiode, wanneer de meeste gewassen, voornamelijk graan, worden binnengehaald. Hoewel de traditie teruggaat tot de oudheid, zijn de huidige halfoogstfeesten en dorpskermissen uitvindingen uit de tweede helft van de 20e eeuw.

## Historiek
De benaming "oogstmaand" voor augustus verraadt al de directe link tussen deze maand en de oogstactiviteiten. De naam "oogst" is afgeleid van de maandnaam, omdat de meeste gewassen in deze periode worden verzameld. Met de 15e augustus als Onze-Lieve-Vrouw-Hemelvaart, een katholieke feestdag waarop velen vrij zijn, werd deze datum een perfect moment om het einde van de oogst te vieren. Rond deze tijd ontstonden talloze dorpsfeesten en kermissen die voortkwamen uit de oorspronkelijke halfoogstfeesten.
De vroegste (half)oogstfeesten waren geen gestructureerde evenementen. Ze vonden plaats op individuele boerderijen en waren gerelateerd aan de graanoogst. Graan was van vitaal belang voor de meeste boeren, en wanneer de laatste graanschoof werd binnengehaald, werd er op de boerderij of op het veld gezamenlijk gedronken met de werkers. Omdat elke boerderij zijn eigen ritme had voor het binnenhalen van de oogst, was het moeilijk om op een exacte datum te vieren. Men spreekt ook over "Half Oogst". Niettemin voltooiden de meeste boeren hun oogst rond dezelfde periode, wat resulteerde in uitbundige festiviteiten in de cafés tijdens het midden van augustus, waarbij degenen die hun oogst als laatste binnenhaalden vaak trakteerden.
In de jaren 1970 ontstonden meer gestructureerde halfoogstfeesten, voortkomend uit een nostalgische belangstelling voor het vroegere boerenleven. Ook besefte men dat door moderne technieken het einde van de oogst vaak ongemerkt voorbijging. Tegenwoordig is de graanoogst meestal geen taak meer voor de boer zelf, maar wordt deze vaak uitbesteed aan loonwerkers.
Hoewel oogstfeesten diep geworteld zijn in de agrarische geschiedenis, zijn ze niet direct afstammelingen van de grootschalige oogst- en vruchtbaarheidsfeesten die ooit werden gevierd door Germaanse en Keltische volkeren. Hoewel sommige volkskundigen in de jaren 1950 dit verband legden, hebben moderne studies aangegeven dat onze halfoogstfeesten een eigen ontstaansgeschiedenis hebben, zonder directe link naar deze oude tradities.

## Lijst van oogstfeesten in België en Nederland
- Oogstfeest Landgoed Bredius (Woerden)
- Oogstfeest Drachtster Compagnie
- Oogstdag in Dwingeloo
- Oogstfeest Kromme Rijnstreek (Cothen)
- La Hamaide (Ellezelle)
- Oogstfeest Ermelo
- Oostakker (Gent)
- Pluk- en oogstfeest bij kasteel Tongelaar (Mill)
- Oogstfeest Boederderijmuseum De Bovenstreek in Oldebroek
- Oogstfeest in Onstwedde
- Oogstfeest Oudelande
- Stoppelhaene (Raalte)
- Oogstfeest in Snakkerburen
- Fruitcorso (Tiel)
- Oogstfeest Massemen / Kortenbos (Wetteren)
- Oogstfeest Zevenhuizen
- Halfoogst Grembergen